# Lösnich

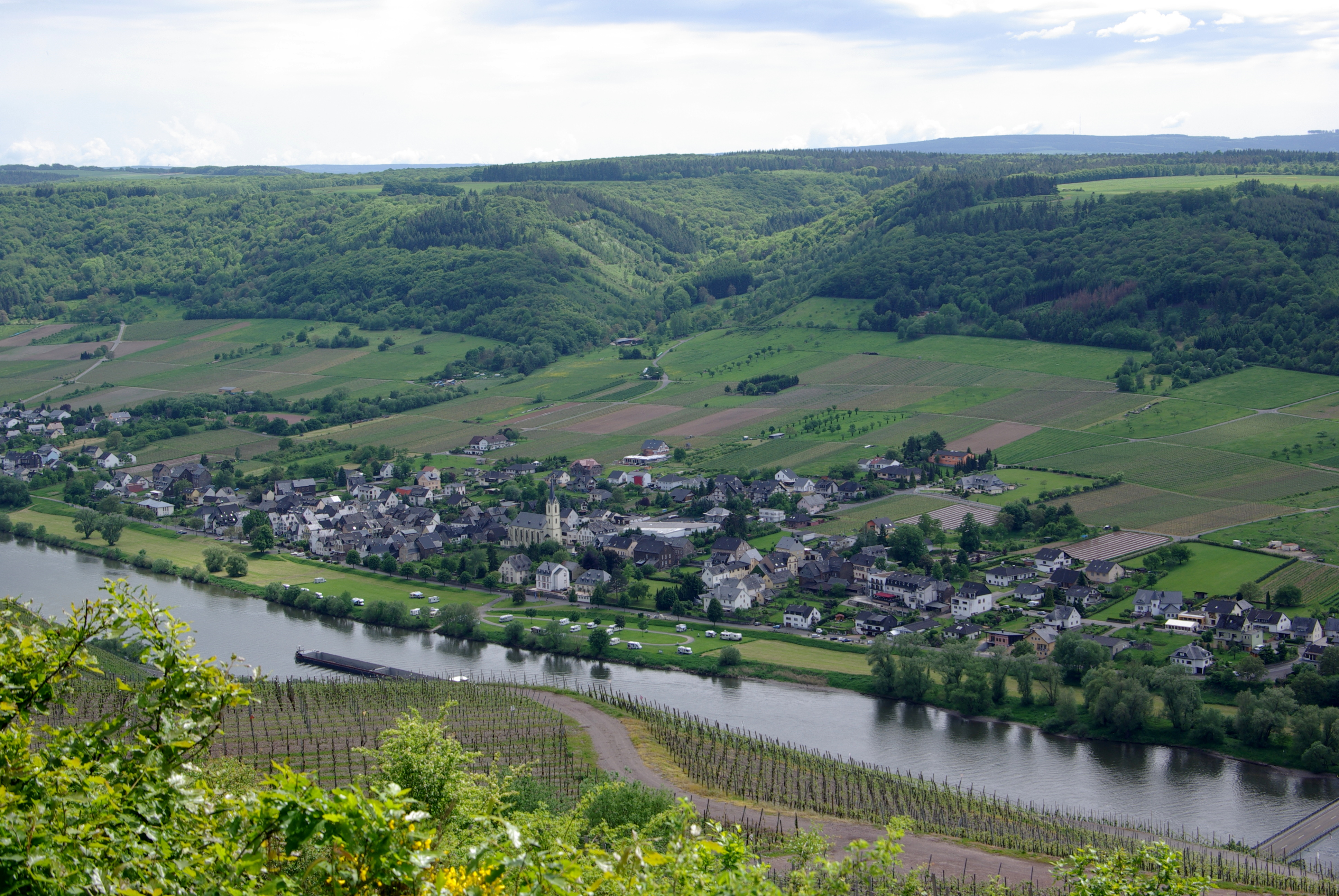
Lösnich vom nördlichen Moselufer aus gesehen

Lösnich ist eine Ortsgemeinde im Landkreis Bernkastel-Wittlich in Rheinland-Pfalz. Sie gehört der Verbandsgemeinde Bernkastel-Kues an und ist stark geprägt von Weinbau und Tourismus.

## Geschichte
Losuniacum – Besitz des Los – könnte nach Franz Cramer eine mögliche Grundform des Ortsnamens Lösnich gewesen sein und auf einen keltischen Ursprung verweisen. Im 2. bis 4. Jahrhundert nach Christus existierte im Lösnicher Hinterwald ein größerer römischer Gutshof, bestehend aus acht Gebäudeeinheiten mit Hinweisen auf die Verarbeitung von Weintrauben. Grabungsarbeiten des Rheinischen Landesmuseums Trier auf einem fränkischen Gräberfeld in Moselnähe legten 1937 einen fränkischen Sarkophag frei, wo schon um 1900 Grabstellen entdeckt worden waren.
Seit 1368 ist die ehemalige Lösnicher Burg des ortsansässigen Rittergeschlechts von Lösnich urkundlich belegt. Als ehemals reichsunmittelbare Herrschaft wurde Lösnich mit seiner Burg nach dem Aussterben der Ritter von Lösnich im 14. Jahrhundert zu einem kurkölnischen Lehen erhoben und blieb dies bis zum Ende der Feudalzeit 1794. Noch sichtbare Zeichen dieser Zeit sind das ehemals herrschaftliche Wohnhaus der Freiherrn von Metternich und Reichsgrafen von Kesselstatt von 1683 auf dem ehemaligen Burggelände und der alte Kreuzgewölbekeller der ehemaligen Burg aus dem 14. Jahrhundert.
Von 1816 bis 1969 gehörte der Ort zum Kreis Bernkastel im Regierungsbezirk Trier. Dieser war nach dem Zweiten Weltkrieg Teil des 1946 geschaffenen Landes Rheinland-Pfalz geworden. Bei der Kreisreform 1969 vereinigten sich die beiden Landkreise Bernkastel und Wittlich zum neuen Landkreis Bernkastel-Wittlich. Zum Kreis Bernkastel (so genannt bis 1938) gehörten insgesamt neun Bürgermeistereien als Verwaltungseinheiten. Diese wurden 1927 zu Ämtern. Lösnich zählte bis zur Auflösung der Ämter 1968 zum Amt Zeltingen.

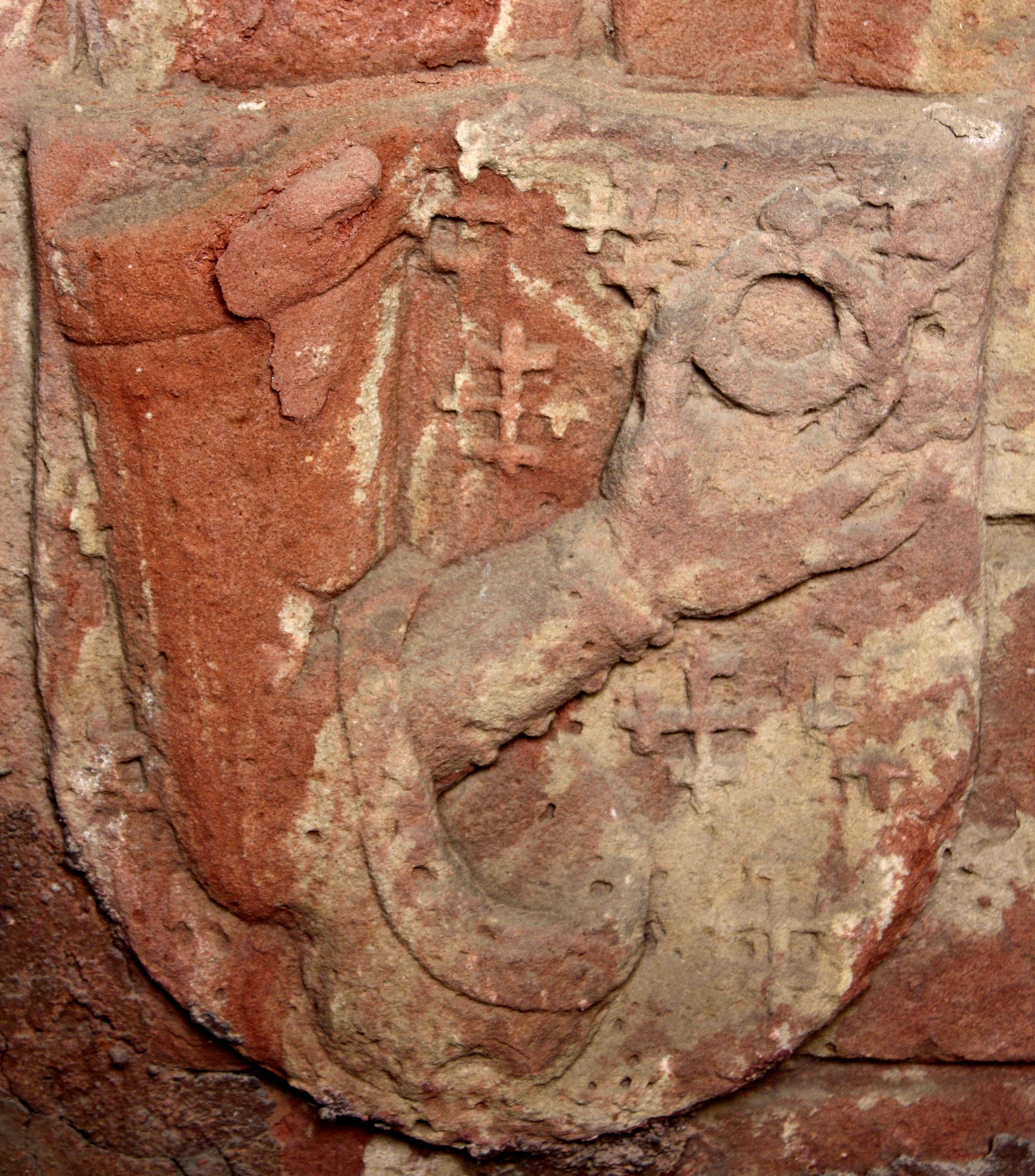
Das Wappen der Ritter von Lösnich auf dem Epitaph des Ritters Cuno VI. von Pirmont 1447
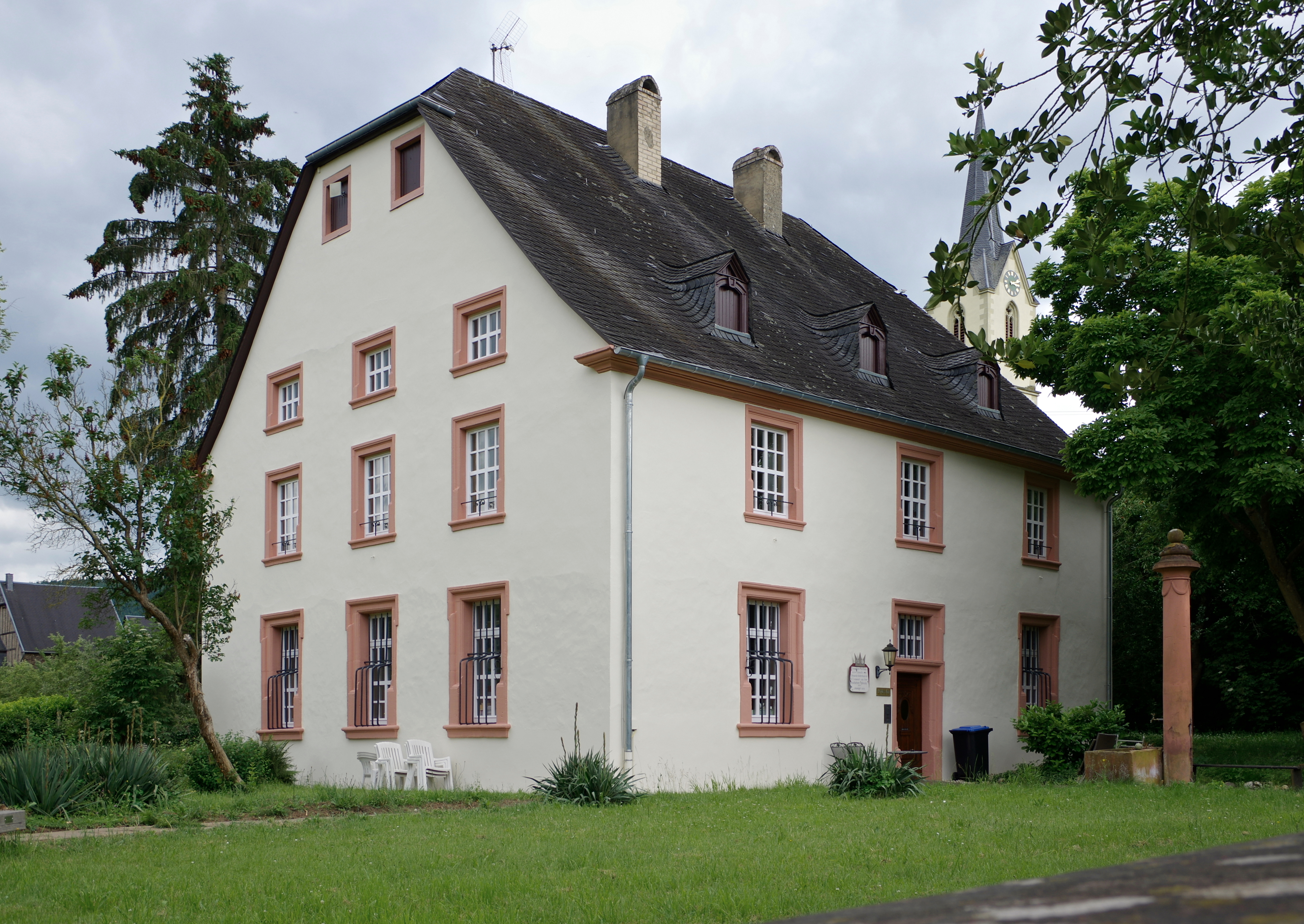
Das herrschaftliche Wohnhaus von 1683
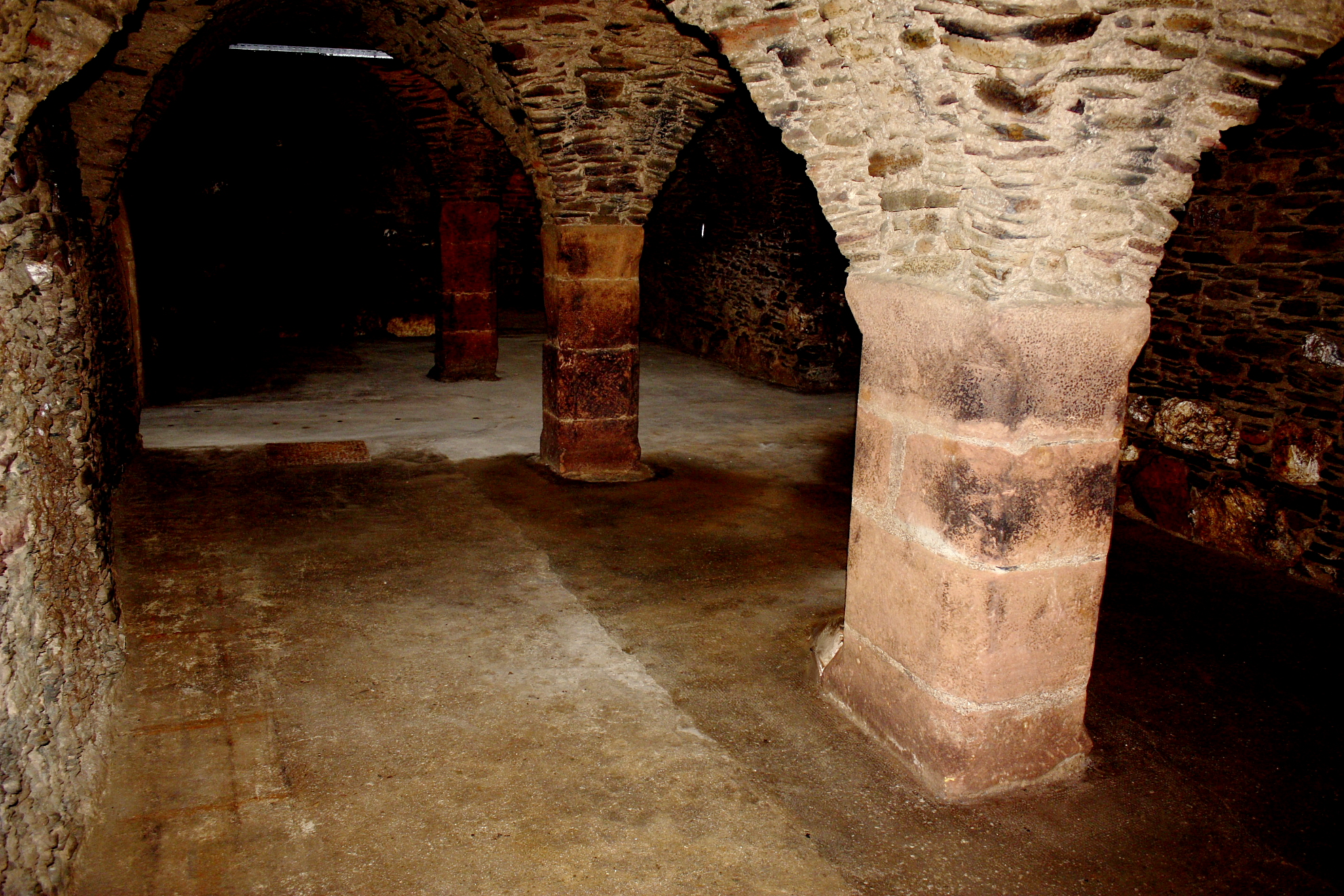
Der alte Burgkeller aus dem 14. Jahrhundert
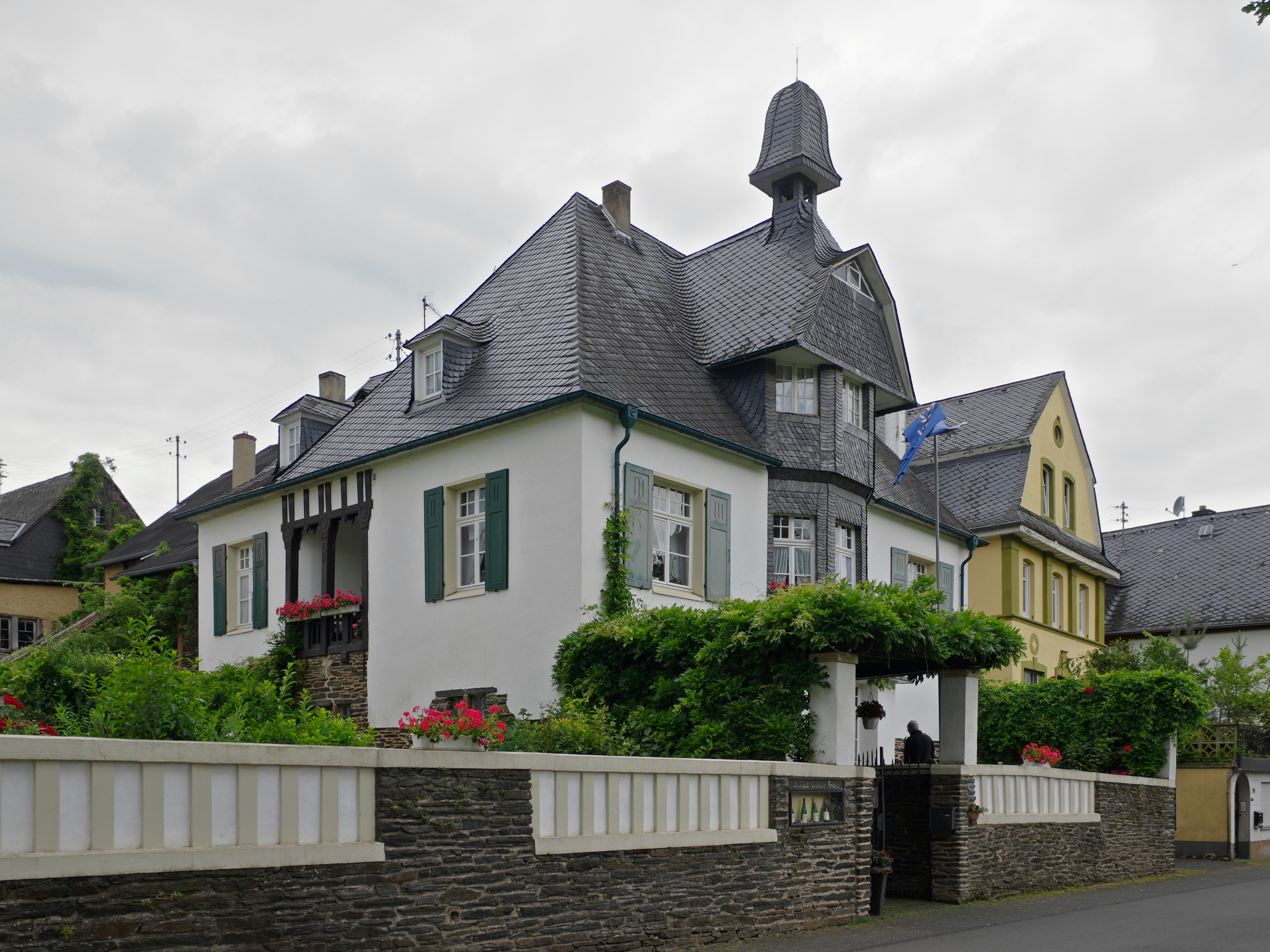
Winzervilla im Jugendstil, Architekt Bruno Möhring
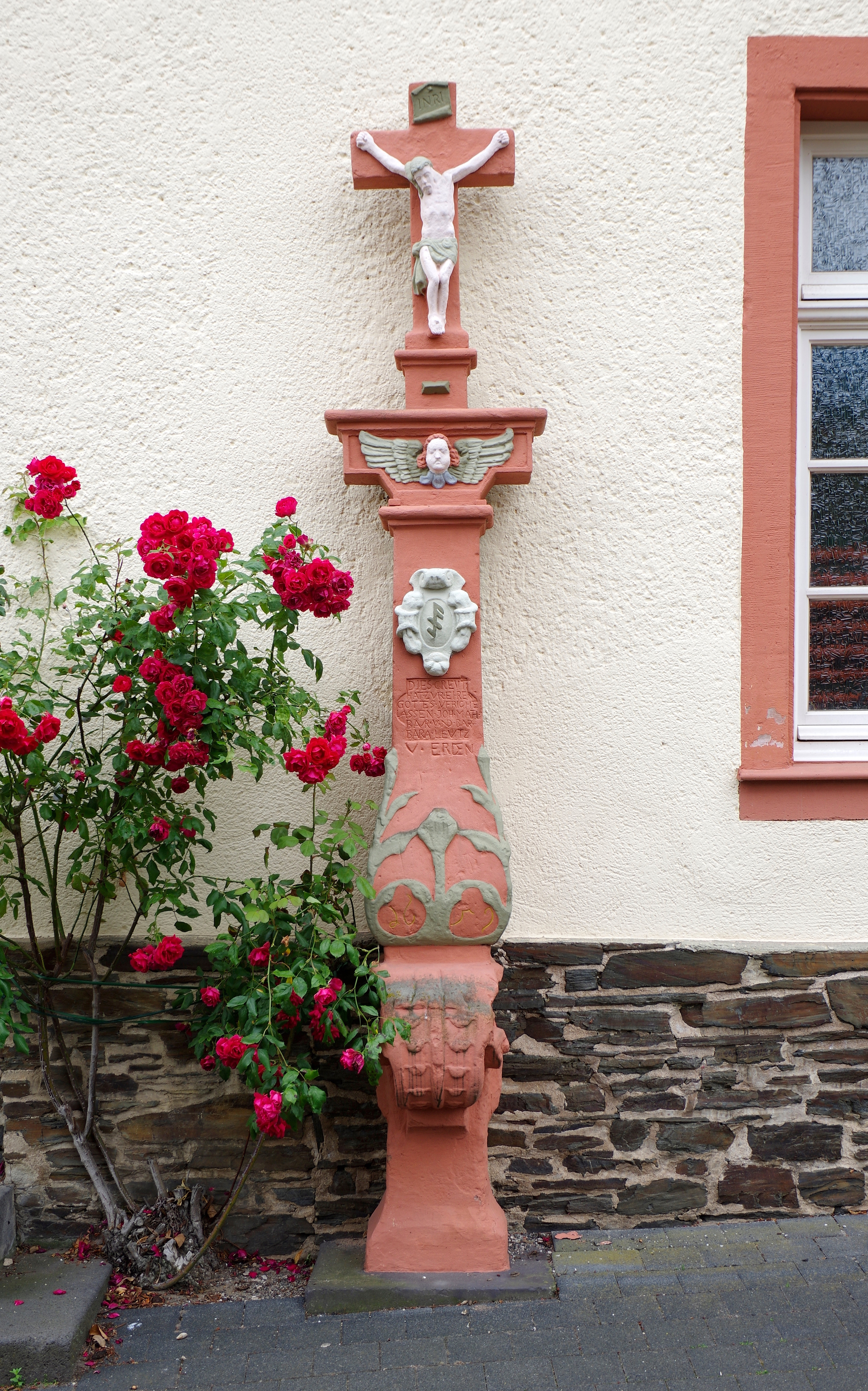
Kreuzigungsbildstock, bezeichnet 1659

## Politik

### Gemeinderat
Der Ortsgemeinderat in Lösnich besteht aus acht Ratsmitgliedern, die bei der Kommunalwahl am 9. Juni 2024 in einer Mehrheitswahl gewählt wurden, und dem ehrenamtlichen Ortsbürgermeister als Vorsitzendem.

### Bürgermeister
Nach fast zweijähriger Vakanz hat Lösnich wieder einen Ortsbürgermeister. Da bei der Direktwahl am 26. Mai 2019 kein Wahlvorschlag eingereicht wurde, oblag gemäß Gemeindeordnung dem Gemeinderat die Neuwahl, doch auch der Rat hatte keinen Kandidaten gefunden. Der bis dahin amtierende Ortsbürgermeister Winfried Gassen, der das Amt seit zehn Jahren innehatte, führte die Amtsgeschäfte bis zum 31. Oktober 2019 weiter. Seitdem wurden sie vom Ersten Beigeordneten Rainer Simon wahrgenommen, der dabei vom gesamten Gemeinderat unterstützt wurde. Am 14. Februar 2022 wurde dem neuen Ortsbürgermeister Benjamin Simon die Ernennungsurkunde überreicht. Bei der Direktwahl am 9. Juni 2024 wurde Simon als einziger Bewerber mit einem Stimmenanteil von 68,1 % für weitere fünf Jahre wiedergewählt.
→ Siehe auch: Liste der Bürgermeister von Lösnich

## Kultur und Sehenswürdigkeiten

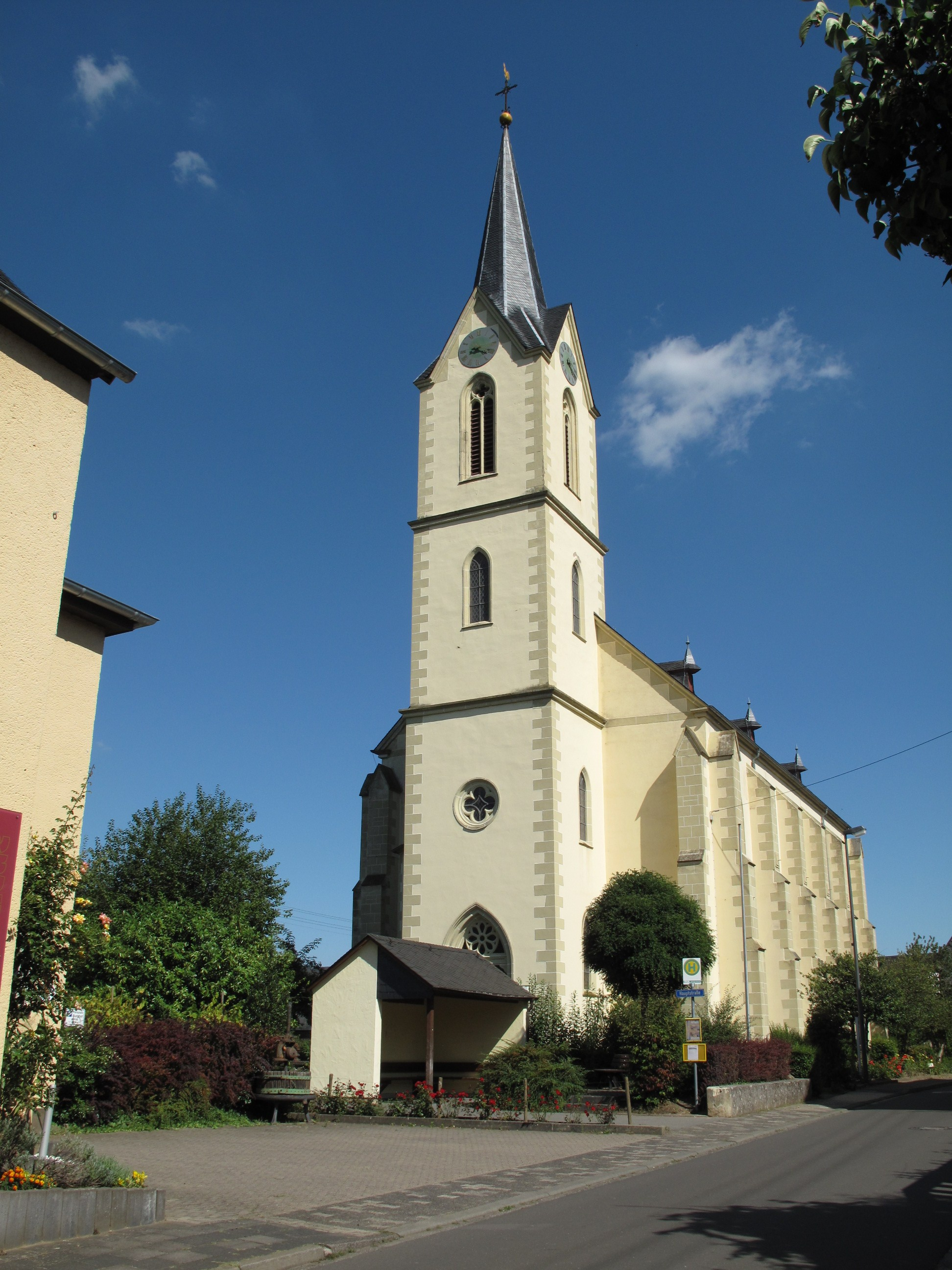
Lösnich, Kirche

Neben vielen alten Fachwerkhäusern sind das Kesselstattsche Amtsgebäude, die spätgotische Friedhofskapelle und die neugotische Pfarrkirche St. Vitus von 1879 sehenswert.

## Wirtschaft und Infrastruktur
Lösnich wird seit Jahrhunderten vom Weinbau und Tourismus geprägt, beispielsweise die Weinlage Lösnicher Försterlay. Unmittelbar bei Lösnich wurde der Hochmoselübergang der Bundesstraße 50 gebaut.